# 광명 이원익 유묵목판 인출본
광명 이원익 유묵목판 인출본(光明 李元翼 遺墨木版 印出本)은 대한민국 경기도 광명시 소하동, 충현박물관에 있는 조선시대의 목판 인출본이다. 2010년 3월 23일 경기도의 문화재자료 제154호로 지정되었다.

## 개요
이원익의 글씨를 판각한 목판에서 인출한 것으로 가치가 있다.

## 참고 자료
- 광명 이원익 유묵목판 인출본 - 국가유산청 국가유산포털